# Bramans
Bramans korábbi község (település) Franciaországban, Savoie megyében. 2017. január 1-jén Lanslebourg-Mont-Cenis, Lanslevillard, Sollières-Sardières és Termignon községekkel egyesült és az így létrejött Val-Cenis új község része lett.
Lakosainak száma 444 fő (2018. január 1.). Bramans Bardonecchia, Exilles, Giaglione, Venaus, Aussois, Avrieux, Lanslebourg-Mont-Cenis és Sollières-Sardières községekkel határos.

## Népesség
A település népességének változása:
| Lakosok száma | 426  | 435  | 450  | 444  |
|               | 2013 | 2015 | 2017 | 2018 |